# Bankier (Whiskybrennerei)
Bankier war eine Whiskybrennerei in Banknock in der traditionellen schottischen Grafschaft Stirlingshire. Die Ortschaft ist heute Teil der Council Area Falkirk.
Die Brennerei wurde 1827 von Daniel McFarlane & Co. in einer umgebauten Getreidemühle gegründet. Spätestens ab dem Jahre 1878 befand sie sich im Besitz von James Risk, bis das Unternehmen im Jahre 1903 von James Buchanan & Co. übernommen wurde. 1925 erwarb die Distillers Company Ltd. (DCL) den Betrieb und schloss ihn drei Jahre später. Die Mälzerei wurde jedoch noch bis in die 1970er Jahre betrieben.
Als Alfred Barnard im Rahmen seiner bedeutenden Whiskyreise im Jahre 1886 die Brennerei besuchte, verfügte sie über eine jährliche Produktionskapazität von 180.000 Gallonen, wobei nur etwa 150.000 Gallonen produziert wurden. Es standen drei Brennblasen zur Verfügung: Eine Grobbrandblase (Wash Still) mit einer Kapazität von 6551 Gallonen sowie zwei Feinbrandblasen (Spirit Stills) mit Kapazitäten von 1975 beziehungsweise 1895 Gallonen.